# Tretogonia costalimai
Tretogonia costalimai är en insektsart som beskrevs av Young 1968. Tretogonia costalimai ingår i släktet Tretogonia och familjen dvärgstritar. Inga underarter finns listade i Catalogue of Life.